# Legislatura estatal de Estados Unidos

Mapa indicando el partido que es mayoría en las legislaturas estatales actuales.
Mayoría Demócrata
Mayoría Republicana
Control dividido

Las legislaturas estatales en Estados Unidos son los órganos depositarios del poder legislativo en los cincuenta estados estadounidenses. El nombre oficial varía de un estado a otro. En 27 estados, la legislatura se llama simplemente Legislatura o Legislatura estatal, mientras que en 19 estados la legislatura se llama Asamblea General. En Massachusetts y New Hampshire, la legislatura se llama Corte General, mientras que Dakota del Norte y Oregon designan a la legislatura como Asamblea Legislativa.

## Composición
Todos los estados, excepto Nebraska, tienen una legislatura bicameral, lo que significa que la legislatura consta de dos cámaras legislativas separadas. En cada caso, la cámara más pequeña se llama Senado y generalmente se la denomina cámara alta. Esta cámara generalmente, pero no siempre, tiene el poder exclusivo de confirmar los nombramientos hechos por el gobernador y juzgar los artículos de juicio político. (En algunos estados, un Consejo Ejecutivo separado, compuesto por miembros elegidos de distritos grandes, realiza la función de confirmación. ) Los miembros de la cámara más pequeña representan a más ciudadanos y generalmente sirven por períodos más largos que los miembros de la cámara más grande, generalmente cuatro años. En 41 estados, la cámara más grande se llama Cámara de Representantes. Cinco estados designan la cámara más grande la Asamblea y tres estados la llaman Cámara de Delegados. Los miembros de la cámara más grande suelen servir por períodos de dos años. La cámara más grande habitualmente tiene el poder exclusivo de iniciar legislación tributaria y artículos de acusación .
Antes de las decisiones de la Corte Suprema de los Estados Unidos, Baker v. Carr (1962) y Reynolds v. Sims (1964), la base de representación en la mayoría de las legislaturas estatales se inspiró en la Congreso de los Estados Unidos: los senadores estatales representaban unidades geográficas, mientras que los miembros de la cámara más grande representaban a la población. En Reynolds v. Sims, la Corte Suprema decidió mediante el concepto de un voto por un hombre para las legislaturas estatales y la representación invalidada basada en unidades geográficas independientemente de la población. (El fallo no afecta al Senado de los Estados Unidos, porque la composición de esa cámara está prescrita por la Constitución).
Nebraska tenía originalmente una legislatura bicameral como los otros estados, pero la cámara baja fue abolida luego de un referéndum, efectivo con las elecciones de 1936. La legislatura unicameral (de una sola una cámara) ahora se llama Legislatura de Nebraska, pero sus miembros se denominan senadores estatales.

## Estados
- El color que acompaña la sesión actual corresponde al partido con mayor número de asientos. Los colores son los siguientes:

| Partido Demócrata | Partido Republicano | Mayoría de cámaras diferente | Independiente |

| Estado | Estado              | Legislatura estatal                        | Asientos | Sesión actual | Sesión actual |
| ------ | ------------------- | ------------------------------------------ | -------- | ------------- | ------------- |
|        | Alabama             | Legislatura Estatal de Alabama             | 140      |               |               |
|        | Alaska              | Legislatura Estatal de Alaska              | 60       |               | XXXIII        |
|        | Arizona             | Legislatura Estatal de Arizona             | 90       |               | LV            |
|        | Arkansas            | Legislatura Estatal de Arkansas            | 135      |               | XCIV          |
|        | California          | Legislatura Estatal de California          | 120      |               | XCV           |
|        | Carolina del Norte  | Legislatura Estatal de Carolina del Norte  | 170      |               | CLV           |
|        | Carolina del Sur    | Legislatura Estatal de Carolina del Sur    | 170      |               |               |
|        | Colorado            | Legislatura Estatal de Colorado            | 100      |               | LXXIV         |
|        | Connecticut         | Legislatura Estatal de Connecticut         | 187      |               |               |
|        | Dakota del Norte    | Legislatura Estatal de Dakota del Norte    | 141      |               |               |
|        | Dakota del Sur      | Legislatura Estatal de Dakota del Sur      | 105      |               |               |
|        | Delaware            | Legislatura Estatal de Delaware            | 62       |               |               |
|        | Florida             | Legislatura Estatal de Florida             | 160      |               |               |
|        | Georgia             | Legislatura Estatal de Georgia             | 236      |               | CLVII         |
|        | Hawái               | Legislatura Estatal de Hawái               | 76       |               | XXXII         |
|        | Idaho               | Legislatura Estatal de Idaho               | 105      |               |               |
|        | Illinois            | Legislatura Estatal de Illinois            | 177      |               |               |
|        | Indiana             | Legislatura Estatal de Indiana             | 150      |               |               |
|        | Iowa                | Legislatura Estatal de Iowa                | 150      |               | LXXXIX        |
|        | Kansas              | Legislatura Estatal de Kansas              | 165      |               |               |
|        | Kentucky            | Legislatura Estatal de Kentucky            | 138      |               |               |
|        | Luisiana            | Legislatura Estatal de Luisiana            | 144      |               | LXXI          |
|        | Maine               | Legislatura Estatal de Maine               | 186      |               | CXXXI         |
|        | Maryland            | Legislatura Estatal de Maryland            | 188      |               |               |
|        | Massachusetts       | Legislatura Estatal de Massachusetts       | 200      |               | CXCIII        |
|        | Míchigan            | Legislatura Estatal de Míchigan            | 148      |               | CII           |
|        | Minnesota           | Legislatura Estatal de Minnesota           | 201      |               | XCIII         |
|        | Misisipi            | Legislatura Estatal de Misisipi            | 174      |               |               |
|        | Misuri              | Legislatura Estatal de Misuri              | 197      |               |               |
|        | Montana             | Legislatura Estatal de Montana             | 150      |               | LXVIII        |
|        | Nebraska            | Legislatura Estatal de Nebraska            | 49       |               | CVIII         |
|        | Nevada              | Legislatura Estatal de Nevada              | 63       |               | LXXXII        |
|        | Nuevo Hampshire     | Legislatura Estatal de Nuevo Hampshire     | 424      |               |               |
|        | Nueva Jersey        | Legislatura Estatal de Nueva Jersey        | 120      |               | CCXX          |
|        | Nuevo México        | Legislatura Estatal de Nuevo México        | 112      |               |               |
|        | Nueva York          | Legislatura Estatal de Nueva York          | 213      |               | CCV           |
|        | Ohio                | Legislatura Estatal de Ohio                | 132      |               | CXXXV         |
|        | Oklahoma            | Legislatura Estatal de Oklahoma            | 149      |               | LIX           |
|        | Oregón              | Legislatura Estatal de Oregón              | 90       |               | LXXXII        |
|        | Pensilvania         | Legislatura Estatal de Pensilvania         | 253      |               |               |
|        | Rhode Island        | Legislatura Estatal de Rhode Island        | 113      |               |               |
|        | Tennessee           | Legislatura Estatal de Tennessee           | 132      |               |               |
|        | Texas               | Legislatura Estatal de Texas               | 181      |               | LXXXVIII      |
|        | Utah                | Legislatura Estatal de Utah                | 104      |               | LXV           |
|        | Vermont             | Legislatura Estatal de Vermont             | 180      |               |               |
|        | Virginia            | Legislatura Estatal de Virginia            | 140      |               | CLXII         |
|        | Virginia Occidental | Legislatura Estatal de Virginia Occidental | 134      |               | LXXXVI        |
|        | Washington          | Legislatura Estatal de Washington          | 147      |               |               |
|        | Wisconsin           | Legislatura Estatal de Wisconsin           | 132      |               | CVI           |
|        | Wyoming             | Legislatura Estatal de Wyoming             | 90       |               |               |

## Distrito de Columbia
| Territorio | Territorio           | Concejo                          | Asientos | Sesión actual | Sesión actual |
| ---------- | -------------------- | -------------------------------- | -------- | ------------- | ------------- |
|            | Distrito de Columbia | Consejo del Distrito de Columbia | 13       |               | XXV           |

## Territorios insulares de los Estados Unidos
| Territorio | Territorio                           | Legislatura                                                    | Asientos | Sesión actual | Sesión actual |
| ---------- | ------------------------------------ | -------------------------------------------------------------- | -------- | ------------- | ------------- |
|            | Samoa Americana                      | Fono de la Samoa Americana                                     | 39       |               |               |
|            | Guam                                 | Legislatura de Guam                                            | 15       |               | XXXVI         |
|            | Islas Marianas del Norte             | Legislatura de la Mancomunidad de las Islas Marianas del Norte | 20       |               |               |
|            | Puerto Rico                          | Asamblea Legislativa de Puerto Rico                            | 78       |               | XIX           |
|            | Islas Vírgenes de los Estados Unidos | Legislatura de las Islas Vírgenes de los Estados Unidos        | 15       |               | XXXIV         |